# Kind tussen vier vrouwen
Kind tussen vier vrouwen is een roman van de Nederlandse schrijver Simon Vestdijk. Het was de eerste roman die Vestdijk schreef, maar het  ambitieuze boek werd in 1933 door zijn uitgever geweigerd. De inhoud van deze roman gebruikte Vestdijk vervolgens voor vier andere romans: de eerste drie delen van de Anton Wachter romans, en Meneer Visser's hellevaart. Na Vestdijks overlijden in 1971 werd de roman in 1972 alsnog uitgegeven. Het is deel 1 van de Verzamelde romans.